# 1745 в Україні

## Особи

### Народились
- 27 жовтня Березовський Максим Созонтович (1745—1777) — український композитор, диригент, співак. Класик європейської музики.
- Борецький Олексій Васильович (1745—1801) — канцелярист Генерального суду, писар Лаврської друкарні.
- Георгій Рибальський (1745—1813) — діяч київського магістрату, війт Києва в 1797—1813 роках.
- Голубицький Григорій (1745 — після 1792) — чорноморський козак. Засновник станиці Голубицька.
- Долинський Лука (1745—1824) — український живописець, портретист, іконописець та монументаліст. Представник пізнього українського бароко, рококо та класицизму.
- Квітка Ілля Іванович (1745 — після 1817) — український історик та письменник.
- Амвросій (Келембет) (1745—1825) — український релігійний діяч. Вихованець Києво-Могилянської академії. Православний місіонер у Башкортостані та країнах Західного Сибіру.
- Сахновський Павло Якимович (1745—1806) — останній сотник Березнянської сотні у 1770—1782 роках, комендант Чернігова (1793 — липень 1797), генерал-майор.
- Таран Павло Андрійович (гайдамацький ватаг) (1745 — після 1768).
- Димитрій Устимович (1745—1805) — єпископ Полтавський і Бориспільський, Смоленський і Брянський, перший вікарій Київської митрополії. Префект Києво-Могилянської академії.

### Померли
- 24 травня Бібіков Іван Іванович (бл. 1686—1745) — головний командир Малоросійського тимчасового Правління гетьманського уряду (з 11 червня 1742 по 24 травня 1745 року).
- 24 серпня Олекса Довбуш (1700—1745) — найвідоміший із опришківських ватажків у Карпатах.

## Засновані, зведені
- Велика лаврська дзвіниця
- Будинок намісника Києво-Печерської лаври
- Церква святого апостола і євангеліста Луки (Городнє)
- Бакша (Савранський район)
- Венеславівка
- Вільне (Тлумацький район)
- Гусари (село)
- Ільці